# 拉薩爾鎮區 (伊利諾伊州拉薩爾縣)
拉薩爾鎮區（英語：LaSalle Township）是位於美國伊利諾伊州拉薩爾縣的一個行政鎮區。

## 地方資料
根據2010年美國人口普查的數據，拉薩爾鎮區的面積為45.40平方千米，當中陸地面積為43.70平方千米，而水域面積為1.70平方千米。當地共有人口12954人，而人口密度為每平方千米285.33人。